# Islas Hébridas Interiores
Las islas Hébridas Interiores (en inglés, Inner Hebrides; en gaélico, Na h-Eileanan a-staigh) son un archipiélago de Escocia ubicado al sureste de las Hébridas Exteriores. Tradicionalmente las Hébridas Interiores se dividen en dos grupos: las del Norte y las del Sur.

## Historia
El poblamiento de las Hébridas Interiores comenzó cuando los vikingos escandinavos llegaron a ellas antes del siglo IX. El control nórdico comenzó formalmente en 1098 cuando Edgardo de Escocia puso las islas en manos de Magnus III, Rey de Noruega. La aceptación de los escoceses de que Magnus III gobernara las islas se produjo cuando este último conquistó las Orcadas, las Hébridas y la isla de Man. El rey noruego acabó con los caudillos nórdicos que estaban desde siglos anteriores en las islas y las sometió a un control real directo.
las Hébridas Interiores y Exteriores pasaron en un casi constante estado de guerra durante el periodo de control noruego, hasta que como última instancia, en 1156, se dividieron las Islas Occidentales. Las Hébridas Exteriores pasarían a manos del Reino de Mann y las Islas, mientras que las Hébridas Interiores quedaría bajo el control de Somerled (político y caudillo escocés), emparentado con Lulach de Escocia y la casa real de Manx. Aunque las Hébridas Interiores a partir de 1156 pasaron a formar el Reino de las Hébridas, nominalmente estaban bajo control noruego, los caudillos y líderes eran escoceses lingüística y culturalmente.
Después de la victoria de Somerlend, dos años después se adjudicaría el control de la Isla de Man para sí y sería el último "Rey de la Isla de Man y las Islas" en gobernar. Somerlend murió en 1164 y desde entonces el gobierno de Mann nunca más estaría vinculado a las Hébridas Interiores.

## Islas
Las islas se suelen clasificar en dos grandes grupos:
- Hébridas Interiores del Norte, que comprenden la isla de Skye, las islas Small y todos los islotes que rodean Skye. Son parte del concejo de Highland. Las islas pequeñas son los grupos de las islas Ascrib y las islas Crowlin, además de las islas Isay, Longay, Oronsay, Raasay, Pabay, Scalpay, Soay, South Rona y Wiay

- Hébridas Interiores del Sur, que comprenden Mull, Islay, Jura, las islas Slate, Islas Treshnish y los islotes que rodean Mull. Son parte del concejo de Argyll y Bute. Las islas más pequeñas son Isla Calve, Cara, Carna, Coll (isla), Colonsay, Eileach an Naoimh, Eilean Dubh Mór, Eilean Macaskin, Eilean Righ, Eorsa, Erraid, Garbh Eileach, Gigha, Gometra, Gunna, Shuna, Iona, Inch Kenneth, Kerrera, Lismore, Little Colonsay, Luing, Lunga,  Oronsay, Scarba, Seil, Shuna, Staffa, Texa, Tiree y Ulva